# ستيفن راندال
ستيفن راندال (9 يونيو 1980 في المملكة المتحدة - ) (بالإنجليزية: Stephen Randall)‏ هو لاعب كريكت بريطاني. لعب مع نادي مقاطعة نوتنغهامشير للكريكت ‏.